# امجد کلف
امجد کلف (عربی: امجد كلف منصور المنتفق؛ زاده ۵ اکتبر ۱۹۹۱) یک بازیکن فوتبال اهل عراق است.

## تیم ملی
وی همچنین در تیم ملی فوتبال عراق بازی کرده است.